# Воздушный транспорт в ДР Конго
Воздушный транспорт в Демократической Республике Конго является единственным эффективным средством передвижения между многими городами в стране. Конголезское правительство, Организация Объединённых Наций, гуманитарные организации и крупные компании используют воздушный, а не наземный, транспорт для перемещения персонала и грузов. По сравнению с другими африканскими странами, ДР Конго имеет большое количество мелких отечественных авиакомпаний. Транспортировка (и контрабанда) полезных ископаемых также часто осуществляется по воздуху. Из-за разрушения мостов или непроходимости отдельных участков дорог, некоторые участки асфальтированных дорог были превращены во взлётно-посадочные полосы.
Основными авиакомпаниями страны являются Hewa Bora Airways, Bravo Air Congo и Wimbi Dira Airways. Все они базируются в аэропорту Н’Джили (Киншаса).

## Аэропорты
В стране в 1999 году было 232 аэропорта, а в 2002 году — 229. Некоторые города обслуживаются двумя аэропортами.

### Аэропорты с твёрдым покрытием взлётно-посадочных полос
| Длина ВВП    | Количество аэропортов | Название аэропорта                                                                                |
| ------------ | --------------------- | ------------------------------------------------------------------------------------------------- |
| более 3047 м | 4                     | Н’джили, Гбадолите, Кисангани-Бангока, Лубумбаши                                                  |
| 2438—3047 м  | 2                     | Гома, Исиро                                                                                       |
| 1524—2437 м  | 16                    | Н’Доло, Бени, Буниа, Кавуму, Калемие, Кананга, Кинду, Колвези, Мбандака, Мбужи-Майи, Моанда и др. |
| 914—1523 м   | 2                     | Гемена, Камина                                                                                    |
| Всего        | 24                    |                                                                                                   |

### Аэропорты с грунтовыми взлётно-посадочными полосами
| Длина ВВП   | Количество аэропортов |
| ----------- | --------------------- |
| 1524—2437 м | 19                    |
| 914—1523 м  | 95                    |
| менее 914 м | 16                    |
| Всего       | 205                   |

## Безопасность полётов
Все авиаперевозчики сертифицированы в ДР Конго. Из-за несоответствия стандартам безопасности, Европейская комиссия запретила им полёты в ЕС.
15 апреля 2008 года, после взлёта из международного аэропорта Гома, произошла авиакатастрофа самолёта авиакомпании Hewa Bora Airways. Погибло 18 человек.
В апреле 2011 года потерпел крушение самолёт миссии ООН. Выжил один человек из 33-х, находившихся на борту.
8 июля 2011 года в аэропорту города Кисангани при заходе на посадку разбился пассажирский самолёт Boeing 727. Погибли 127 человек из 178, находившихся на борту. В связи с этим конголезский авиаперевозчик Hewa Bora занесён в «чёрные списки» Евросоюза за несоответствие международным нормам авиационной безопасности.
24 ноября 2019 года самолёт Dornier 228 авиакомпании BusyBee Congo вскоре после вылета из Гомы вошёл в штопор, и упал на дома. Возник пожар, по некоторым данным погибло 29 человек.